# Aconcagua
Aconcagua (яп. アコンカグア) пригодницька відеогра для PlayStation, розроблена Sony Computer Entertainment, та була випущена лише для Японії.

## Сюжет
Сетинґ гри проходить в вигаданій країні Меруза — яка була названа на честь фактичної аргентинської провінції Мендоса; країна на момент гри зазнає політичних потрясінь як результат з'являється рух за незалежність. Рух розділив Аргентину навпіл, і 33-річний активіст на ім'я Пачамама вирушає в політ як частину політично мотивованого турне за незалежність. Під час польоту терорист підриває бомбу, літак руйнується біля піку Аконкагуа; тільки п'ять пасажирів пережили аварію.

## Геймплей
В Aconcagua гравець керує японським журналістом на ім'я Като, чия робота, разом з Пачамама, полягає в тому, щоб вцілілі безпечно зійшли з гори. Гра організована в серії місій, які гравець виконує від третього обличчя. Під час спуску терористи, знаючи, що їх план не вдався, намагаються ліквідувати тих, хто залишився в живих. Гра також включає в себе різні рішення проблем і навички виживання при використанні елементів, що залишилися від збитих літаків. У грі більше 80 хвилин сюжетних відеороликів. Гра також має декілька кінцівок, обидві з яких залежать від вибору гравця під час гри.
Aconcagua схожий з Covert Ops: Nuclear Dawn також відомій в Японії як Chase the Express, так само, як Dino Crisis, Parasite Eve чи серія Resident Evil. Проте, його геймплей і структура більш нагадують пригодницькі ігри.

## Розробка
За даними IGN, компанія Sony намагалася проникнути на ринок відеоігор Аргентини з цією назвою, в той час, як GameSpot розповів, що вони приурочили випуск до появи PlayStation 2, щоб збільшити продажі PS1.

## Реліз
Гра була випущена в Японії 1 червня 2000 року. Гра була доступна для огляду на вебсайті Sony, де були показані трейлери, які демонстрували англійський діалог. Aconcagua повинна була вийти в Північній Америці в кінці 2000 року, проте ніколи там не випускалась.

## Рецензії
Японський ігровий журнал Famitsu оцінив гру в 29 з 40 балів.